# سورولا
سورولا (به اسپانیایی: Cerveruela) یک دهستان در اسپانیا است که در استان ساراگوسا واقع شده‌است. سورولا ۲۳ کیلومتر مربع مساحت و ۲۹ نفر جمعیت دارد.